# Zala Kralj & Gašper Šantl
Zala Kralj & Gašper Šantl (auch bekannt unter dem Bandnamen zalagasper) ist ein slowenisches Duo, das vornehmlich Musik aus den Bereichen Minimal, Lo-Fi, Synthiepop und Indie-Pop produziert.

## Geschichte
Das Duo startete seine Zusammenarbeit 2018, nachdem Kralj (* 4. Oktober 1999) einige Texte für die von Šantl (* 9. April 1996) produzierten Stücke eingesungen hatte. Eigentlich sollte Kralj nur als Featured Artist aufgeführt werden, später entschieden sich beide aber dazu, dass sie Musik zu zweit veröffentlichen wollen. So erschienen 2018 die Singles Valovi, Baloni, und S teboi.
2019 wurden das Duo dann einer breiteren Öffentlichkeit bekannt, als es an der slowenischen Vorentscheidung zum Eurovision Song Contest 2019 EMA 2019 teilnahm. Nach einer ersten Abstimmungsrunde der Jury zogen sie in das Superfinale ein, in dem allein per Televoting entschieden wurde, welches sie für sich entscheiden konnten. Damit repräsentierten sie Slowenien beim Eurovision Song Contest 2019 in Tel Aviv, Israel mit ihrem selbst geschriebenen und selbst produzierten Lied Sebi. Dort qualifizierten sie sich auch fürs Finale und erreichten den 15. Platz. In einem Interview am 17. Februar 2019 meinten beide, dass sie nie erwartet hätten, die EMA zu gewinnen. Ursprünglich wollten sie ihre Musik lediglich einem größeren Publikum vorstellen.
Im Juni 2019, nachdem sie beim Eurovision Song Contest 2019 teilnahmen, beschlossen sie ihren Namen in einem verständlicheren und aussprechbareren Namen zu ändern: zalagasper – ein anglifiziertes Wort aus den Vornamen Zala und Gašper.

## Diskografie

### EPs
- 2019: Štiri a (Vier) (Universal Music Slovenia)
- 2020: 4 a (Universal Music Slovenia)

### Singles
- 2018: valovi (Wellen)
- 2018: baloni (Ballons)
- 2018: s teboi b (Mit dir)
- 2019: Novo Sonce (Neue Sonne) von Dan D / (Coverversion)
- 2019: sebi b c (Dir selbst)
- 2019: come to Me (Komm zu mir)
- 2019: signals b d (Signale)
- 2020: me & my boi (Ich & mein Junge)
- 2020: box (Schachtel)
- 2020: hazey (Nebelig) von Glass Animals / (Coverversion)
- 2020: origami
- 2020: sto idej (Hundert Ideen)
- 2021: xoxo (siehe Liste von Abkürzungen im Netzjargon)

### Musikvideos
Außer zu Me & My Boi gibt es bisher zu allen Singles (Coverversionen nicht mitgezählt) Musikvideos, die auf den YouTube-Kanälen der beiden veröffentlicht wurden.
| Jahr | Titel      | Regisseur(e) / Mitwirkende | Quellen                                     |
| ---- | ---------- | --- | ------------------------------------------- |
| 2017 | valovi     | (Zala Kralj, Gašper Šantl), Žiga Krajnc | Link (auf dem YouTube-Kanal "Gašper Šantl") |
| 2018 | baloni     | (Zala Kralj, Gašper Šantl), Žiga Krajnc | Link (auf dem YouTube-Kanal "Gašper Šantl") |
| 2018 | s teboi    | (Zala Kralj, Gašper Šantl), Žiga Krajnc | Link                                        |
| 2019 | sebi       | (Zala Kralj, Gašper Šantl), Žiga Krajnc | Link                                        |
| 2019 | come to me | (Zala Kralj, Gašper Šantl), BSG Films | Link                                        |
| 2019 | signals e  | (Zala Kralj, Gašper Šantl), Luka Šantl und Tatjana Kotnik | Link                                        |
| 2020 | box        | (Zala Kralj, Gašper Šantl), Miha Likar, Zavod Bolnica, Stanovanje38, Dejan Ulaga, Erik Margan, Martin Fir, Eva Ferlan, Martin Emeršič, Ina Ferlan, Timotej Rosc, Laura Butkovič, Ian Richie, Bonino Englaro, Anja Smaka, Mario Knapič, Timon Hozo, Luka Likar | Link                                        |
| 2020 | origami    | (Zala Kralj, Gašper Šantl), Žiga Krajnc | Link                                        |
| 2020 | sto idej f | (Zala Kralj, Gašper Šantl), ? | Link                                        |
| 2021 | xoxo       | (Zala Kralj, Gašper Šantl), Teja Milavec, Dejan Ulaga, Špela Murenc, Nikodem Milewski | Link                                        |